# Скај (Ријети)
Скај је насеље у Италији у округу Ријети, региону Лацио.
Према процени из 2011. у насељу је живело 114 становника. Насеље се налази на надморској висини од 996 м.